# Rhynchium australense
Rhynchium australense är en stekelart som beskrevs av Perkins 1914. Rhynchium australense ingår i släktet Rhynchium och familjen Eumenidae. Inga underarter finns listade i Catalogue of Life.